# Petani
Petani (griechisch Πετανοί) ist ein Strand auf der Halbinsel Paliki um Lixouri im Westen der griechischen Insel Kefalonia, die zu den Ionischen Inseln gehört.

## Geografie
Petani liegt im Gemeindebezirk Lixouri, etwa 35 Kilometer westlich der Inselhauptstadt Argostoli und ist über eine Serpentinenstraße erreichbar, die von der Ortschaft Vovikes hinabführt. Der 850 m lange Strand befindet sich in einer tief eingeschnittenen Bucht mit steilen, grün bewachsenen Kalksteinklippen.

## Beschreibung

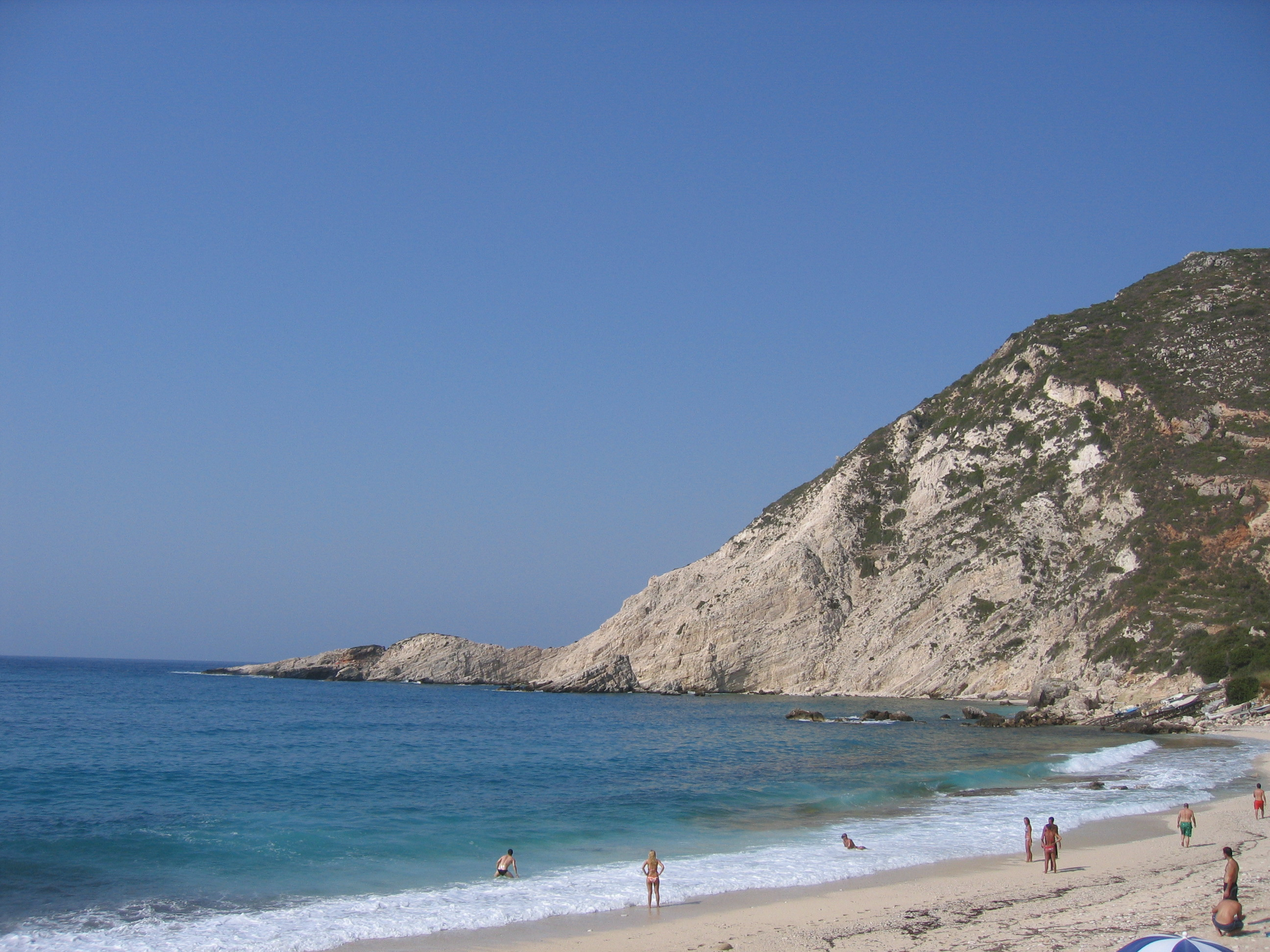
Blick vom Strand

Der Strand besteht aus einer Mischung aus grobem Sand und kleinen weißen Kieseln. Das Meer fällt relativ schnell ab. Je nach Wetterlage können starke Wellen auftreten.
Mit dem Begriff „επηετανοί“ (epi etanoi) wird der Strand bereits in der Odyssee erwähnt und bedeutet in etwa „jährig“ und verweist auf den Zustrom von Wasser durch unterirdische Flüsse. Aufgrund zahlreicher Quellen in der Nähe und Zuströme wurden in Volksmärchen und Mythen Nymphen vermutet.

## Infrastruktur
In den Sommermonaten gibt es Sonnenliegen und Sonnenschirme, zwei Tavernen mit regionaler Küche sowie begrenzte Parkmöglichkeiten in Strandnähe. Rettungsschwimmer sind in der Hochsaison meist vor Ort. Aufgrund seiner abgeschiedenen Lage ist der Strand außerhalb der Saison deutlich ruhiger.